# Heisteria costaricensis
Heisteria costaricensis là một loài thực vật có hoa trong họ Olacaceae. Loài này được Donn. Sm. mô tả khoa học đầu tiên năm 1894.